# Didier Ernst
Dider Ernst (ur. 15 września 1971 w Dison) – belgijski piłkarz grający na pozycji prawego obrońcy. Był reprezentantem Belgii.

## Kariera klubowa
Swoją karierę piłkarską Ernst rozpoczął w juniorach klubu SRU Verviers. W 1991 roku został zawodnikiem Standardu Liège. W sezonie 1991/1992 nie rozegrał w nim żandego meczu i na sezon 1992/1993 został wypożyczony do K Boom FC. W nim 9 sierpnia 1992 zadebiutował w pierwszej lidze belgijskiej w wygranym 3:2 domowym meczu z Germinalem Ekeren. W 1993 roku wrócił do Standardu i 25 lutego 1994 zaliczył w nim swój debiut w wygranym 2:0 domowym spotkaniu z Royalem Charleroi. W sezonie 1994/1995 wywalczył ze Standardem wicemistrzostwo Belgii. W Standardzie grał do końca sezonu 2001/2002.
Latem 2002 Ernst przeszedł do RAA Louviéroise, w którym swój debiut zaliczył 25 sierpnia 2002 w przegranym 1:2 domowym meczu z Sint-Truidense VV. W sezonie 2002/2003 zdobył z nim Puchar Belgii. W RAA Louviéroise grał przez rok.
W sezonie 2003/2004 Ernst grał w drugoligowym FC Brussels. Wygrał z nim rozgrywki drugiej ligi. W sezonie 2004/2005 był piłkarzem KAS Eupen. W latach 2005–2007 występował w trzecioligowym RCS Verviétois, a w sezonie 2007/2008 w trzecioligowym Comblain Sport. W sezonie 2008/2009 był zawodnikiem czwartoligowego Spa FC, w którym zakończył karierę.
| Sezon   | Klub            | Kraj   | Rozgrywki     | Mecze | Gole |
| ------- | --------------- | ------ | ------------- | ----- | ---- |
| 1991/92 | Standard Liège  | Belgia | Eerste klasse | 0     | 0    |
| 1992/93 | K Boom FC       | Belgia | Eerste klasse | 2     | 0    |
| 1993/94 | Standard Liège  | Belgia | Eerste klasse | 5     | 0    |
| 1994/95 | Standard Liège  | Belgia | Eerste klasse | 29    | 0    |
| 1995/96 | Standard Liège  | Belgia | Eerste klasse | 29    | 0    |
| 1996/97 | Standard Liège  | Belgia | Eerste klasse | 33    | 0    |
| 1997/98 | Standard Liège  | Belgia | Eerste klasse | 30    | 0    |
| 1998/99 | Standard Liège  | Belgia | Eerste klasse | 31    | 0    |
| 1999/00 | Standard Liège  | Belgia | Eerste klasse | 29    | 1    |
| 2000/01 | Standard Liège  | Belgia | Eerste klasse | 31    | 1    |
| 2001/02 | Standard Liège  | Belgia | Eerste klasse | 21    | 3    |
| 2002/03 | RAA Louviéroise | Belgia | Eerste klasse | 29    | 1    |
| 2003/04 | FC Brussels     | Belgia | Tweede klasse | 32    | 2    |
| 2004/05 | KAS Eupen       | Belgia | Tweede klasse | 30    | 4    |
| 2005/06 | RCS Verviétois  | Belgia | Derde klasse  | 27    | 0    |
| 2006/07 | RCS Verviétois  | Belgia | Derde klasse  | 23    | 1    |
| 2007/08 | Comblain Sport  | Belgia | Derde klasse  | 3     | 0    |
| 2008/09 | Spa FC          | Belgia | IV liga       | 29    | 1    |

## Kariera reprezentacyjna
W reprezentacji Belgii Ernst zadebiutował 30 marca 1999 w przegranym 0:1 towarzyskim meczu z Egiptem, rozegranym w Liège, gdy w 46. minucie zmienił Chrisa Janssensa. Był to jego jedyny mecz w kadrze narodowej.